# Hipódromo de Aylmer
El Hipódromo de Aylmer (en francés: Hippodrome d'Aylmer) era una pista de carreras de pura sangre y de carreras de obstáculos que luego tuvo un casino y salón de apuestas, que se encontraba en Aylmer, distrito Quebec de Gatineau, en la provincia de Quebec, al este de Canadá, cerca de Ottawa, Ontario. Desde 1913 hasta 2009, tenía dos pistas. una pista de una milla de tierra utilizada hasta 1954 para las carreras de pura sangre, y una pista de media milla de tierra, que se utilizaba para las carreras con arnés. Las carreras terminaron en 2008 después de que la propiedad se declarara en quiebra. El sitio fue vendido en 2009 para una desarrollo de viviendas.